# L'étau se resserre (film)
Pour l’article homonyme, voir L'étau se resserre.
L'étau se resserre (Man-Trap) est un film américain réalisé par Edmond O'Brien et sorti en 1961.

## Synopsis
Après avoir été blessé lors de la Guerre de Corée, Matt Jameson retourne chez lui travailler en Californie en tant qu'ingénieur. Sa femme est alcoolique, et il est attiré par la secrétaire de son patron. 
Vince Biskay, un ancien Marine à qui Matt a sauvé la vie, vient lui proposer une offre alléchante mais risquée.

## Fiche technique
- Titre original : Man-Trap
- Réalisation : Edmond O'Brien
- Scénario : Ed Waters d'après le roman Taint of the Tiger de John D. MacDonald (1958)[1]
- Producteur : Stanley Frazen
- Production : Tiger Production[2]
- Photographie : Loyal Griggs
- Musique : Leith Stevens
- Montage : Stanley Frazen, Jack Lippiatt
- Durée : 93 minutes
- Distributeur : Paramount Pictures
- Date de sortie : 20 septembre 1961

## Distribution

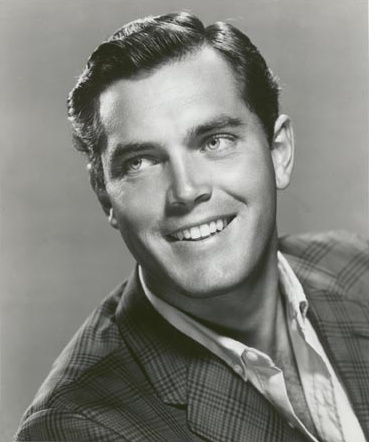
Jeffrey Hunter.

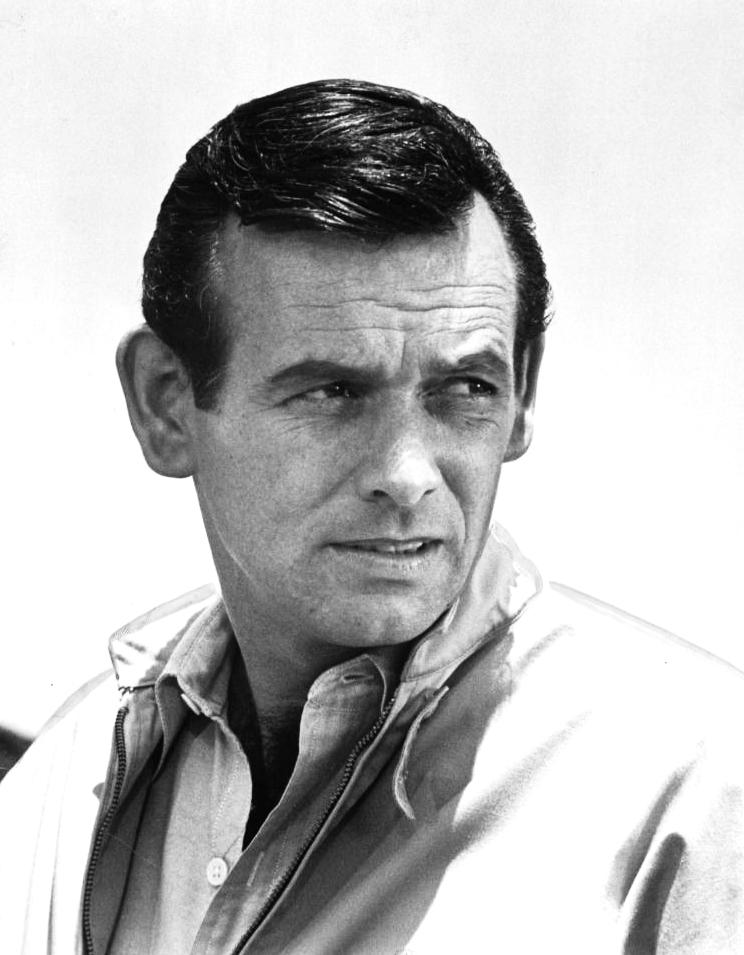
David Janssen.

- Jeffrey Hunter : Matt Jameson
- David Janssen : Vince Biskay
- Stella Stevens : Nina Jameson
- Elaine Devry : Liz Addams
- Virginia Gregg : Ruth
- Dorothy Green : Vera Snavely
- Hugh Sanders : E.J. Malden
- Frank Albertson : Paul Snavely
- Arthur Batanides : Cortez
- Perry Lopez : Puerco
- Bernard Fein : Fat Man
- Tol Avery : Lt. Heisen
- Bob Crane : Ralph Turner